# Збураж
Збураж (бел. Збураж) — деревня в Малоритском районе Брестской области Беларуси в составе Олтушского сельсовета. До 2013 года входила в состав упразднённого Малоритского сельсовета. Население — 404 человека (2019).

## Этимология
По наиболее распространённой версии, название происходит от основы «бор», при этом «у» вместо «о» появилась под влиянием местного говора. Родственные топонимы — Изборск, Збараж. Вместе с тем по В. Далю «збураж» — убогие пожитки, хлам. Возможно происхождение топонима от именования ветхих изб.

## География
Збураж находится в 8 км к юго-западу от города Малорита. В 15 км к югу проходит граница с Украиной, а в 22 км к западу — с Польшей. Местность принадлежит бассейну Западного Буга, западнее деревни находятся обширные заболоченные торфяники со стоком в эту реку. Через Збураж проходит местная дорога Малорита — Знаменка.

## Культура
- Исторический музей ГУО "Збуражский учебно-педагогический комплекс детский сад-средняя школа"

## Достопримечательности
- Православная Покровская церковь, построена в 1993 году
- Памятник землякам, погибшим от рук фашистов. В 1943 году деревня была сожжена, а 24 жителя расстреляны[3].